# Adíb
Adíb, (1848 - 1919), al secolo Hájí Mírzá Ḥasan-i-Adíbu'l-`Ulamá, in arabo حج مرزا حسن أديب العلماء‎?, noto tra i Bahai anche come Mírzá Ḥasan, fu un eminente seguace di Bahá'u'lláh, il fondatore della religione bahai, nominato Mano della Causa e indicato come uno dei diciannove Apostoli di Bahá'u'lláh.

## Biografia
Adíb nacque a Talaqán (Persia) nel settembre 1848; seguì una tradizionale educazione religiosa a Tehran e Mashhad. Suo padre era un importante religioso islamico.
Adíb divenne il leader della lettura della preghiera del venerdì presso la Daru'l-Funun, la prima scuola di specializzazione tecnica voluta dallo scià.
Nel 1874 scrisse su incarico della corte della Dinastia Qajar diversi testi enciclopedici.

## Conversione
Dopo la conversione alla Fede bahai perse il lavoro. La sua conversione fu il frutto degli incontri e delle conversazioni con diversi amici bahai, compreso Nabíl-i-Akbar, che lo sollecitò a studiare gli insegnamenti di Bahá'u'lláh. Nel 1889 si convertì ufficialmente alla Fede bahai e poco dopo divenne una delle quattro Mani della Causa nominati da Bahá'u'lláh.

## Attività
Dopo la morte di Bahá'u'lláh nel 1892, Adíb operò attivamente nel contrastare i violatori del Patto bahai in Persia. Partecipò agli incontri che portarono alla costituzione dell'Assemblea spirituale Centrale di Teheran che sarebbe poi diventata l'Assemblea Spirituale Nazionale Persiana, di cui fu presidente
Nel 1903 si recò a Isfahan, dove fu imprigionato a causa della sua fede per un breve periodo, quindi si recò a Shiraz, a Mumbai e a Acri, dove incontrò 'Abdu'l-Bahá che lo inviò assieme a un bahai americano in India e a Burma per aiutare a diffondere la religione bahai in quelle aree
Dopo il ritorno a Teheran morì il 2 settembre 1919.